# Herb Kröslina
Herb Kröslina – herb gminy Kröslin stanowi hiszpańską tarczę herbową, na której na niebieskim tle trzy srebrne ryby ułożone w trójliść ze wspólną głową, towarzyszą im: w prawym górnym rogu ukośnie, odwrócona złota kotwica, w lewym górnym rogu ukośnie w lewo złoty kłos, w dolnej części złoty dzwon.
Herb został zaprojektowany przez Michaela Zapfe z Weimaru i zatwierdzony 22 lipca 1998 przez Ministerstwo Spraw Wewnętrznych (Bundesministerium des Innern, für Bau und Heimat).

## Objaśnienie herbu
Ułożone w trójliść ryby ze wspólną głową w herbie - znany motyw dekoracyjny tkaczy dywanów z obecnej części gminy (Ortsteil) Freest - zwracają uwagę na bogato tradycyjne rybołówstwo. Kotwica symbolizuje z jednej strony tradycyjną żeglugę, z drugiej zaś strony port rybacki w części gminy Freest. Kłos symbolizuje rolnictwo. Dzwon natomiast symbolizuje tutejszy kościół, którego dzwony można było poddać restauracji, dzięki datkom mieszkańców. Kolory niebieski i biały wskazują na przynależność gminy do Pomorza Przedniego.